# Pierre-Édouard Lémontey
Pierre-Édouard Lémontey, född den 14 januari 1762 i Lyon, död den 26 juni 1826 i Paris, var en fransk hävdatecknare.
Lémontey valdes som advokat i sin hemstad till medlem av Lagstiftande församlingen, där han (1791–1792) tillhörde den moderata minoriteten, och måste efter den 10 augusti gå i landsflykt till Schweiz, varifrån han återvände 1795. Från 1797 ägnade han sig i Paris åt litterära sysslor, blev 1804 chef för censurbyrån och erhöll av Napoleon ett årligt anslag för historiskt författarskap. Detta resulterade omsider i de båda arbetena Essai sur l'établissement monarchique de Louis XIV (1818), utmärkt av en ny, självständig uppfattning och strängt nagelfarande Ludvig XIV, samt Histoire de la Régence et de la minorité de Louis XV (2 band, postumt 1832). Lémontey uppträdde även – utan större framgång – som skådespelsförfattare och invaldes 1819 i Franska akademien. Hans Oeuvres utgavs 1829–1831 i 13 band.